# 杜式方
杜 式方（と しきほう、生年不詳 - 822年）は、唐代の官僚。字は考元。本貫は京兆府万年県。

## 経歴
杜佑の子として生まれた。蔭官により揚府参軍に任じられ、晋陵県尉に転じた。浙西観察使の王緯に召し出されて従事となり、入朝して太子通事舎人に任じられた。太常寺主簿に転じた。音律に熟達しており、疑問点をはっきりさせて、高郢に称賛された。ときに杜佑が揚州に駐屯しており、杜氏の家財は巨万におよんだ。主たる邸は安仁里にあったが、杜城に別荘があり、亭・館・林・池は城南で最大であった。兄弟たちはみな朝廷にあり、当時の賢人たちが遊興に従って、娯楽にも節度があった。杜佑が中書省に入ると、式方は昭応県令として出向した。元和7年（812年）、父が死去すると、式方は辞職して喪に服した。喪が明けると、式方は司農寺少卿に転じ、金紫光禄大夫の位を受けた。正議大夫・太僕寺卿を加官された。ときに子の杜悰が岐陽公主を妻に迎えたため、式方は皇帝家の親戚として、病と称して事務をみなかった。元和15年（820年）、穆宗が即位すると、式方は御史中丞を兼ね、桂管観察都防禦使をつとめた。長慶2年（822年）3月、在官のまま死去した。礼部尚書の位を追贈された。

## 子女
- 杜惲（後嗣、富平県尉）[1][4]
- 杜憓（興平県尉）[1][4]
- 杜悰
- 杜恂
- 杜慆（泗州刺史）[5]

## 伝記資料
- 『旧唐書』巻147 列伝第97
- 『新唐書』巻166 列伝第91